# 池田颯太
池田 颯太（いけだ そうた、1998年10月8日 - ）は、日本の男子バレーボール選手である。

## 来歴
石川県羽咋市出身。親の影響で小学2年生からバレーボールを始める。
創造学園高等学校（現・松本国際高等学校）、明治大学を経て、2020/21シーズン、V.LEAGUE DIVISION1 MEN（V1男子）に所属するVC長野トライデンツの内定選手となった。内定選手として2020/21シーズンにV1の試合に出場し、Vリーグデビューを果たした。
2021年、大学卒業後にVC長野トライデンツに入団した。
2022年、VC長野の副主将に就任した。
2024年5月、VC長野を退団。6月に北海道イエロースターズ入団が発表された。

## 所属チーム
- 創造学園高等学校（2014-2017年）
- 明治大学（2017-2021年）
- VC長野トライデンツ（2021-2024年）
- 北海道イエロースターズ（2024-）